# Richard Macphail
Richard Macphail (17 septembre 1950 - 27 août 2024) est un musicien, road manager et propriétaire d'entreprise anglais, surtout connu pour sa relation avec le groupe de rock Genesis depuis sa formation en 1967 jusqu'en 1973.

## Jeunesse
Richard Paul Macphail est né à Bedford, en Angleterre, le 17 septembre 1950, troisième enfant de David Macphail et Mary (née Ward)  qui se sont mariés en 1941. Son père était un cadre supérieur dans l'industrie alimentaire travaillant au Brésil, et les parents de Macphail sont retournés en Angleterre pour que sa naissance soit enregistrée au Royaume-Uni. Il grandit à Bramley, près de Guildford, dans le Surrey, et fait ses études à l'école Aldro à Shackleford, à l'école Charterhouse à Godalming, dans le Surrey, et à Millfield. 

## Genesis
À Charterhouse, sous l'influence de la Beatlemania, Macphail néglige ses études et devient chanteur dans un groupe d'étudiants, Anon,  qui comprend ses colocataires Anthony Phillips et Mike Rutherford. D'autres élèves de Charterhouse, parmi lesquels Peter Gabriel et Tony Banks, forment un groupe appelé Garden Wall, et à la fin du trimestre d'été 1966, Macphail persuade le directeur de laisser les deux groupes donner ensemble un concert scolaire. Les groupes fusionnent plus tard et deviennent Genesis, mais à ce moment-là, les parents de Macphail, qui veulent qu'il devienne avocat ou médecin, le retire de l'école et le transfèrent à Millfield. Là, il forme un autre groupe, Austin Hippy Blues Band, avec Harry Williamson, fils de l'auteur de Tarka the Otter, Henry Williamson  (qui plus tard écrira et interprétera de la musique avec l'ancien compagnon de groupe de Macphail et guitariste original de Genesis, Anthony Phillips).
Au moment où les musiciens de Charterhouse enregistrent leur premier album sous le nom de Genesis en 1968, Macphail est envoyé dans un kibboutz en Israël par ses parents.  À son retour en Grande-Bretagne, il renoue avec Genesis et aide Gabriel à organiser des réunions avec des maisons de disques et des promoteurs, grâce auxquelles ils remportent une résidence de six semaines au club de jazz de Ronnie Scott à Soho, à Londres, et un contrat d'enregistrement avec le label Charisma. Le groupe passe des mois à répéter dans un cottage vide du Surrey appartenant aux parents de Macphail et à développer son style de rock progressif.
Macphail est le seul homme de l'équipe de route et le manager de tournée du groupe de 1969 à 1973. Il le conduit à des concerts et installe le matériel, d'abord en Grande-Bretagne, puis en tournée en Europe et aux États-Unis. Ses parents admettent que gérer un groupe de rock est une occupation plus respectable qu'être une pop star, et son père obtient de son entreprise une vieille camionnette à pain pour qu'ils l'utilisent comme moyen de transport. Macphail est également le soutien du groupe dans les moments difficiles : il les persuade de ne pas se séparer lorsque le guitariste original Anthony Phillips quitte le groupe après un concert à Londres un soir de 1970, et Gabriel dit qu'il les avait souvent sortis de situations difficiles. Il devient en effet le sixième membre de Genesis et est crédité comme tel dans la pochette de l'album Trespass du groupe en 1970. Il est crédité comme « ami sonore » dans les notes de pochette du quatrième album Foxtrot (1972). Lorsque McPhail quitte le groupe, ce dernier indique son départ sur la pochette de son premier album en concert, Genesis Live (1973), avec les mots : « Dédié à Richard Macphail, qui est parti en 1973. » 
MacPhail revient chez Genesis un an plus tard lorsque le groupe perd son ingénieur d'éclairage alors qu'il est sur le point de commencer une tournée aux États-Unis. Macphail, bien qu'il ne sache pas grand-chose sur l'éclairage de scène, intervient a apprend le travail. Il travaille une fois de plus avec Genesis en tant que road manager en 1976 pour sa tournée A Trick of the Tail, et avec l'ancien chanteur de Genesis Peter Gabriel en tant que tour manager lorsqu'il a lance sa carrière solo en 1977 et 1978. Macphail dirige brièvement Van Morrison et est le manager de tournée de Leonard Cohen en Europe en 1979. 

## Autres projets
Macphail termine sa carrière musicale avec un groupe appelé Legion en 1981, dont il est le chanteur principal. Legion donne une courte tournée de quatre dates cette année-là en première partie du groupe américain Spirit, laquelle comprend un concert à Friars à Aylesbury qui est ouvert par Marillion. En 1992, assure les chœurs sur le single de Peter Gabriel Digging in the Dirt. 
En 2016, Macphail travaillé comme DJ sur Meridian Radio à Londres, puis créée sa propre station de radio en ligne, Radio Rich Pickings.
En dehors de la musique, Macphail travaille avec des organisations environnementales et écologiques, notamment Gentle Ghost, qui dispense des cours, entre autres, de menuiserie et de yoga, et pendant un certain temps, il dirige un restaurant végétarien. Après sa semi-retraite, il dirige sa propre société de conseil énergétique, Optima Energy, du début des années 1980 jusqu'à sa retraite en 2015  et continue à faire des apparitions occasionnelles aux conventions Genesis.
Un livre décrivant le temps passé par Macphail avec Genesis, My Book of Genesis, avec le co-auteur Chris Charlesworth, est publié en 2017.

## Mort
Richard Macphail meurt subitement le 27 août 2024, à l'âge de 73 ans  Il laisse dans le deuil son épouse, Maggie Cole, née aux États-Unis, professeur à la Guildhall School of Music and Drama de Londres et claveciniste au Britten Sinfonia, qu'il a épousée à Londres en 1981. 
A l'annonce de sa mort, des anciens membres de Genesis lui rendent hommage. Peter Gabriel écrit sur sa page Facebook : « [...] Richard, je n'arrive pas à croire que tu n'es plus là. Notre relation n’a pas toujours été facile, mais elle s’est construite sur l’amour, le respect et le partage d’expériences et il y a maintenant un énorme vide dans ma vie. Tu vas me manquer Riche. »  Tony Banks écrit : « [...] Nous nous souviendrons toujours de sa personnalité plus grande que nature et de son enthousiasme incontrôlable, personne ne pouvait crier ou applaudir plus fort que Rich lorsque la situation l'exigeait. ». Steve Hackett écrit sur Twitter : « [...] Il était l’une des personnes les plus spéciales que j’ai jamais connues et il faisait ressortir le meilleur de chacun. Il était si gentil avec moi au début de Genesis et il est resté un ami pour la vie. »